# Essingebroolyckan

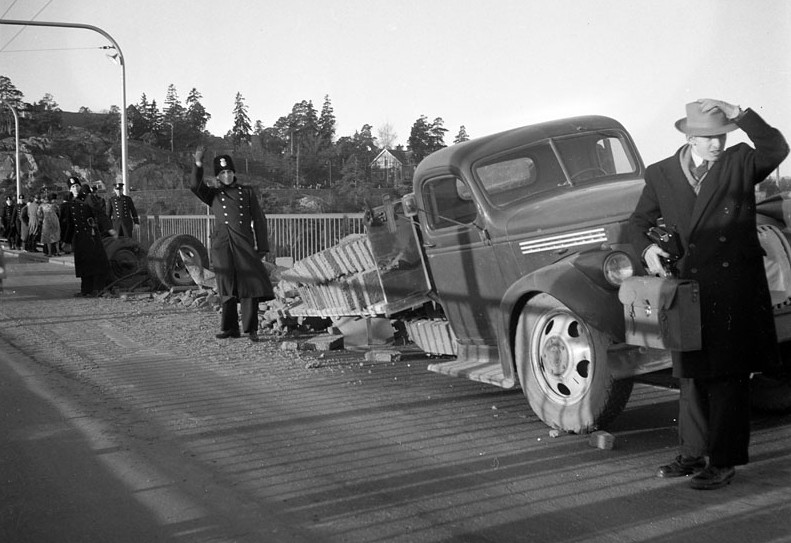
Den olycksdrabbade lastbilen på bron.

Essingebroolyckan inträffade den 24 november 1948 när en buss störtade från gamla Essingebron mellan Stora och Lilla Essingen i Stockholm. Vid olyckan omkom elva personer.

## Förlopp
AB Stockholms Spårvägars trådbuss på linje 96 var på väg mot Stora Essingen strax efter klockan 8 på morgonen. Mitt på bron kolliderade den med en lastbil lastad med betongplattor som var på väg i motsatt riktning. Fälgmuttrarna på bussens högra framhjul grep tag i lastbilens högra bakhjul vilket gjorde att bussens hjul vreds till höger. Genast därefter grep bussens fälgmuttrar tag i främre fälgkanten på lastbilen vilket gjorde att bussens framhjul starkt vreds åt höger vilket gjorde att busschauffören förlorade kontrollen över fordonet.
Vid den kraftiga kollisionen slets lastbilen i två delar och det bakre hjulparet lossnade. Bussen girade vinkelrätt mot höger och kraschade in i det svaga broräcket. Under ett par sekunders tid stod bussen och vägde på kanten innan den ramlade över kanten ned i Essingesundet, 14,5 meter under bron.
Två personer blev vittnen till hur två av busspassagerarna kämpade för sina liv i vattnet. Den ene av dessa, försäljaren Börje Holm, lyckades de rädda medan den andre passageraren försvann i djupet. Undantaget Holm omkom samtliga passagerare. Räddningstjänsten kom snabbt till platsen och arbetet inriktades snart på att lyfta upp bussen från sundets botten på 17 meters djup. Med hjälp av en 15-tons pontonkran kunde bussen lyftas upp på eftermiddagen.
Gamla Essingebron byggdes åren 1928–1929 och hade 1948 en körbana på 5,2 meters bredd och gångbana på 1,2 meter.

## Bärgningen av olycksbussen 24 november 1948

Bilder från Stockholmskällan
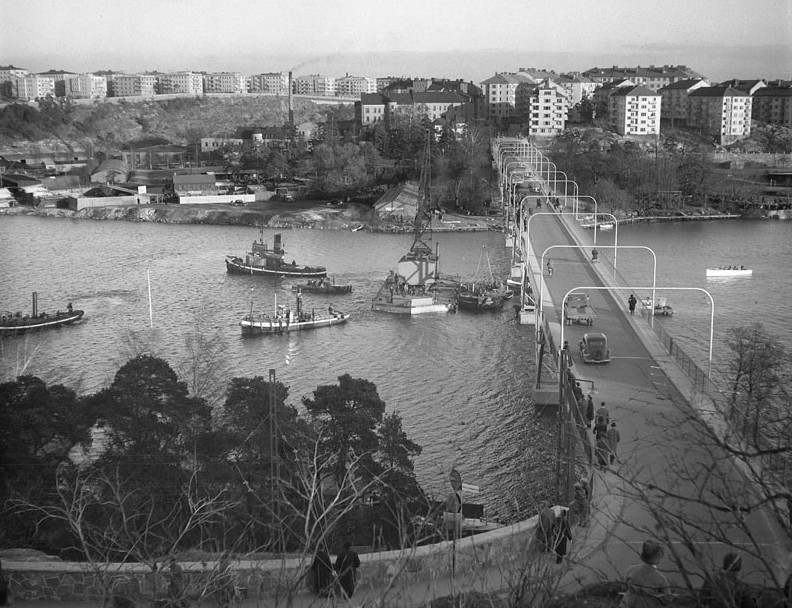
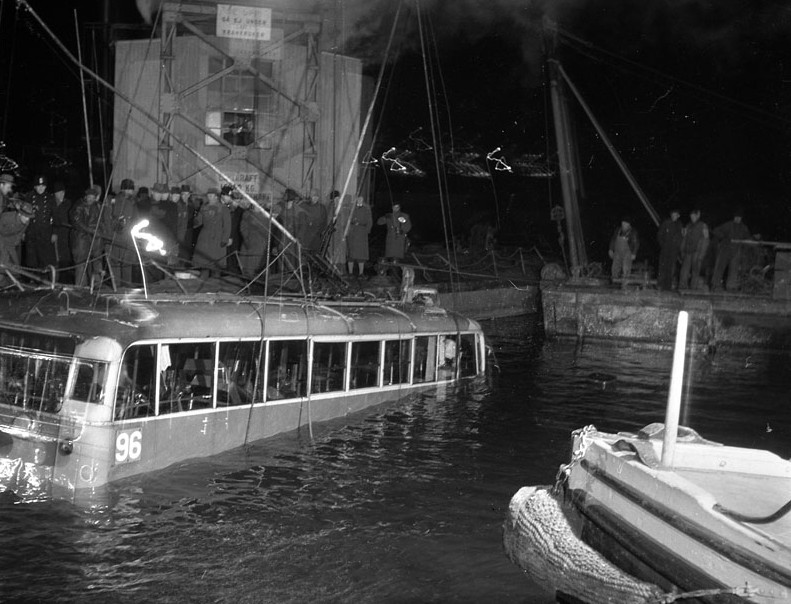
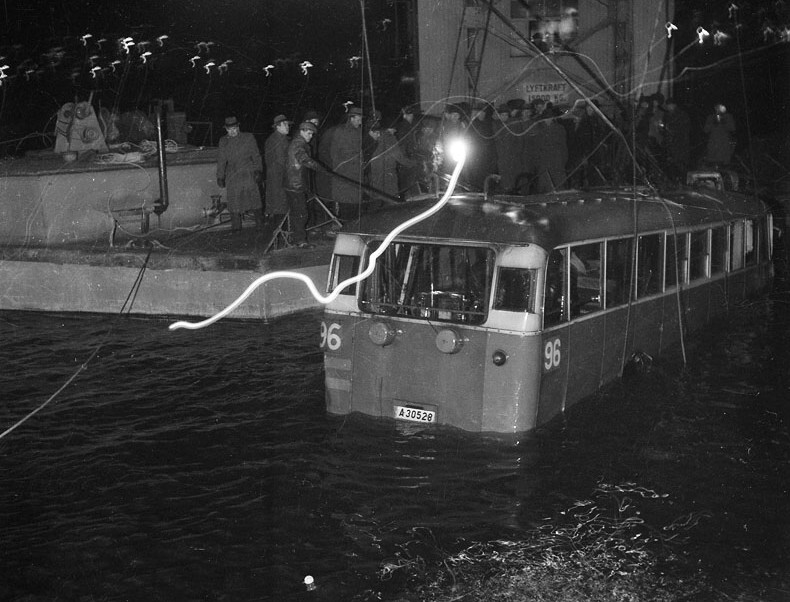
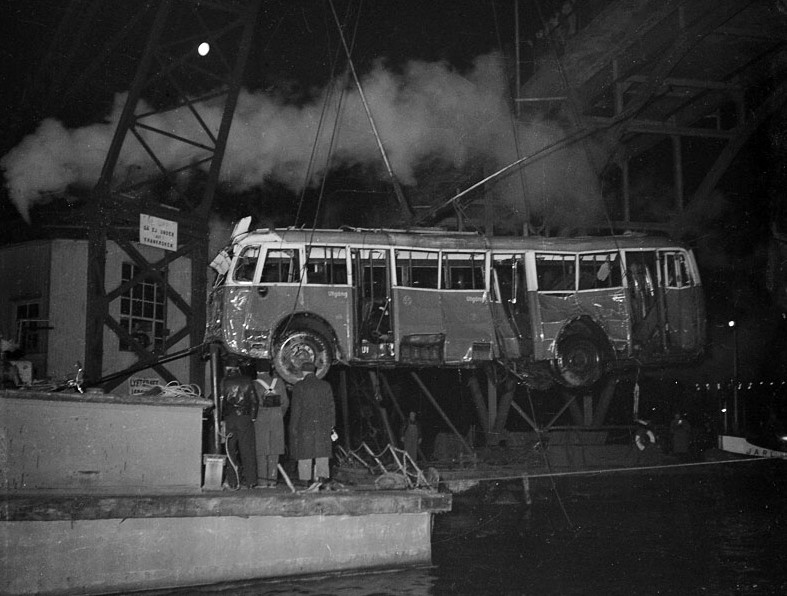

## Utredning
År 1948 rådde vänstertrafik i Sverige. Den busstyp som vanligtvis användes på linje 96 var högerstyrd, men en extrainsatt, vänsterstyrd, buss användes på dagen i fråga. Detta innebar en ökad svårighet att se hur stort utrymmet var till mötande fordon. Utredningen visade dessutom att bussen hörde till det fåtal trådbussar som hade ett spegelvänt pedalsystem. Kände en förare inte till detta och ville bromsa genom att trycka på höger pedal, ökade istället farten. Utredningen pekade på att dessa var bidragande orsaker till olyckan.

## Media
År 2006 sände Sveriges Television en dokumentärfilm om händelsen, Den stora olyckan på väg till världens ände. Filmaren Peter Torbiörnsson gick, då händelsen inträffade, i första klass i Essinge folkskola. Hans lärarinna Julia Lindahl var en av dem som omkom.